# 穆特勒布山
穆特勒布山又名雲達卡山，是台灣雪山山脈主脊聖稜線上著名的山峰，標高3623公尺，位於雪霸國家公園內，臺中市和平區平等里與苗栗縣泰安鄉梅園村之交界。日治時聖稜線縱走，由大霸尖山向南縱走至三叉點布秀蘭山，左右斷崖聳立、如刀刃朝天、岩層絕壁怵目驚心有如地獄，左邊為品田山，稱為「赤鬼」，右邊為穆特勒布山，稱為「青鬼」。:78穆特勒布山東側連接素密達山、布秀蘭山，雪山山脈主脊在布秀蘭山分支，往東為雪山山脈主脊，連接品田山與其他武陵四秀等山峰，此稜為南側七家灣溪（大甲溪流域）與北側塔克金溪（淡水河流域）的分水嶺，台中、新竹的分界；布秀蘭山往北分支連接巴紗拉雲山、大霸尖山，大霸尖山在穆特勒布山北方約4公里處，此稜為東側塔克金溪與西側雪山溪（大安溪流域）的分水嶺，新竹、苗栗的分界；穆特勒布山西南側約1.5公里連接雪山北峰，續往南連接凱蘭特崑山、北稜角、雪山主峰，此稜為東側七家灣溪與西側雪山溪的分水嶺，台中、苗栗的分界。1930年5月，旅日英人、（劍橋大學山岳部）與沼井鐵太郎、日警巡查隊6人、志佳陽社泰雅嚮導9人等一行，原本計畫在一週以內由志佳陽社往北縱走聖稜線至大霸尖山，再回頭縱走桃山稜線下支稜到匹亞南鞍部，在5月16日沿地形險惡、玉山圓柏濃密的稜線登頂穆特勒布山，為原住民以外有記錄的首登，其後預計剩餘時間不足以前往大霸尖山來回，甚至不足以前往桃山，無法克服險惡地形又與泰雅嚮導溝通不良，而下降七家灣溪谷撤退至匹亞南鞍部。現今聖稜線大眾步道由東南側山腹台灣冷杉森林內繞過險惡的稜線，建有素密達山屋，又名雲達卡山屋（位在聖稜線步道里程標6.3K處），登頂山路即在由山屋大門前往外看的右後方濃密森林內原路來回，山路森林一開始是台灣冷杉，隨後轉換為玉山圓柏。